# 蔡炎培
蔡炎培（1935年－2021年9月6日），為已故香港詩人，他出生於廣州，直到戰前才移民到香港定居。1954年，他開始了創作之路，並曾於不同文學雜誌發表文學作品，其中包括《人人文學》、《詩朵》、《香港時報》、《文藝新潮》等刊物都刊登過他的作品，他也曾主編《中國學生週報．詩之頁》，又於《星島日報》撰寫專欄「碎影集」。1965年，他畢業於臺灣中興大學農學院，1966-1969年，他任職《明報》副刊編輯，曾做過多屆青年文學獎及香港中文文學雙年獎詩組評判，2003年，他被提名諾貝爾文學獎。蔡炎培亦喜歡遊走於廣東話和普通話之間來進行詩歌的演繹，特別有韻味，同時充滿著他個人的特色，當中的例子和有關他的生平、在香港培正中學就讀時的求學經歷，可以留意香港電台錄製的華人作家特輯。
2021年9月6日，蔡炎培逝世，享年86歲。

## 外部連結
- 蔡炎培遺音：詩十首 （页面存档备份，存于）